# Golubinci
Golubinci ist eine Siedlung in der Gemeinde Opština Stara Pazova, im Bezirk Srem, in Serbien. Laut der Volkszählung im Jahr 2011 lebten hier 4721 Einwohner, wovon die meisten Serben waren.